# Cibersociología
La cibersociología o cybersociología (en inglés: cybersociology ; en francés: cybersociologie) es una subdisciplina de la sociología, que se ocupa del estudio de los fenómenos sociales que ocurren en el ciberespacio; por cierto, no debe confundirse con sociología informática.
El concepto "ciber" es una castellanización de la palabra compuesta en inglés cyborg abreviación de "cybernetic organism" (organismo cibernético: organismo "org" ; cibernético "cyb").
La utilización del concepto ciber da cuenta de la especificidad de esta subdisciplina, cual es, la preocupación por las relaciones de los seres humanos, cuando son mediadas por máquinas o por entornos virtuales generados por artefactos creados con tecnología artificial. Esta mediación no debe ser entendida como una subvaloración de los objetos respecto de los actores humanos ya que ambos cuentan con similar capacidad de agenciamiento, en tanto intervinientes de procesos o cadenas de traducción.
El fenómeno social, en la cibersociología, debe ser entendido como una relación de actores humanos y no humanos. 
El ciberespacio es un ámbito de acción social y comunicación que se constituye a partir de la interconexión mundial de computadores, en el que se considera tanto la infraestructura física que permite dicha interconexión, como los componentes inmateriales y actores humanos que participan de él.
La cibersociología es una subdisciplina en proceso de construcción. No obstante, resulta hoy evidente la influencia de diversos conceptos, corrientes teóricas, disciplinas y subdisciplinas, tanto de las ciencias sociales como de las ciencias naturales, al momento de ir operacionalizando su objeto de estudio. Así por ejemplo, la Cibernética de segundo orden, la Teoría de Sistemas, la Sociocibernética, la Robótica, la Biónica, la Sociología del conocimiento, Teoría del Actor-Red, la Teoría de la Acción Comunicativa, la Biopolítica, el Análisis de redes sociales, la Ciberpsicología, la Ciberantropología (Etnografía virtual y Etnografía digital), entre otras, aparecen como elementos necesarios de ser considerados en su formalización.